# São João de Fontoura
São João de Fontoura es una freguesia portuguesa del concelho de Resende, con 5,21 km² de superficie y 857 habitantes (2001). Su densidad de población es de 164,5 hab/km².